# De brutna fördragens väg
De brutna fördragens väg (engelska: Trail of broken treaties) var en protestaktion som ägde rum hösten 1972 i USA, organiserad av aktivister från USA:s urfolk. Syftet med aktionen var att rikta fokus på brott mot de fördrag som den amerikanska staten slutit med olika amerikanska urfolk genom historien. Aktionen organiserades huvudsakligen av American Indian Movement (AIM), men flera andra grupper som förespråkade starkare rättigheter för USA:s urfolk samarbetade och deltog också. Bland dessa kan nämnas Indians of All Tribes och National Indian Youth Council (NIYC). Aktionen kan ses som en förlängning av den amerikanska medborgarrättsrörelsen med fokus på ursprungsamerikaners rättigheter.
Idén till manifestationen kom mot bakgrund av de aktioner som bland annat AIM hade genomfört åren före 1972. Från hösten 1969 hade AIM och andra aktivister bland annat ockuperat Alcatraz, vilket fick stor uppmärksamhet. Den ökade politiska medvetenheten bland ursprungsamerikanerna ledde också till en solidaritet mellan olika folk. Dessa kunde i det nya politiska läget bygga allianser som bäddade för protestaktioner på en större skala.

## Händelseförloppet
Planen för aktionen var att tusentals ursprungsamerikaner skulle bege sig mot Washington D.C. för att föra fram sina politiska krav och klagomål på politiken som fördes. Detta skulle ske genom långa bilkaravaner med syftet att väcka uppmärksamhet bland den amerikanska befolkningen på de fördragsbrott den amerikanska staten begått mot urfolk. Tanken var att karavanerna skulle anlända till Washington samma vecka som presidentvalet 1972 för att där kunna erhålla garantier från båda presidentkandidaterna om att respektera urfolkens suveränitet.